# Ateneo di Adriano
L'ateneo di Adriano è un sito archeologico di epoca romana sito in piazza della Madonna di Loreto, nei pressi di piazza Venezia a Roma.

## Storia

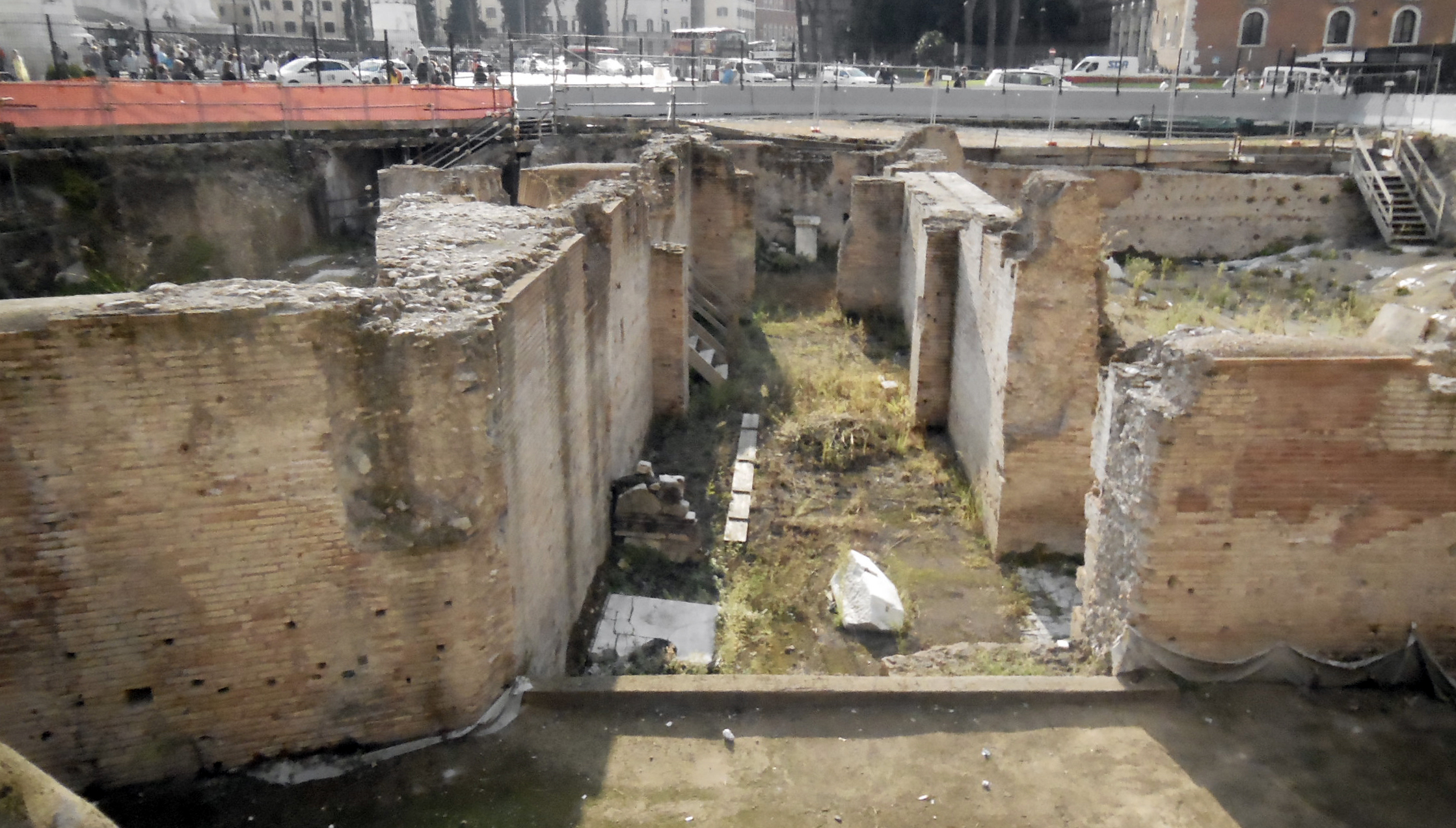
Il corridoio tra l'aula centrale e l'aula sud (scavi di piazza Madonna di Loreto)

L'edificio fu fatto costruire da Adriano nel 135, con la funzione di ospitare letterati, retori e filosofi e le loro dispute e cimenti poetici.
Le tre aule rettangolari presentavano gradinate come sedili sui due lati lunghi, delimitate da transenne, ai lati di uno spazio centrale lasciato libero, pavimentato con grandi lastre in granito grigio incorniciate da lastre in marmo giallo antico: un simile disegno del pavimento, con le stesse varietà di marmi, si ritrova nelle biblioteche del foro di Traiano. Le aule - separate da corridoi aperti, da cui si accedeva - erano coperte da volte a botte con sei nervature in laterizio e avevano un secondo piano, ugualmente coperto a volta e sormontato da una terrazza.
L'edificio restò in funzione fino al V secolo, quando nel porticato antistante furono erette due statue dal praefectus urbi Fabio Felice Passifilo Paulino. In seguito al suo abbandono vi s'installarono numerosi forni per la produzione metallurgica, forse per la zecca bizantina che continuava a coniare le monete in bronzo. La volta di almeno uno degli ambienti crollò intorno alla metà del IX secolo, forse a seguito di un terremoto nell'849. L'area fu anche reimpiegata come necropoli. Nel XVI secolo vi venne edificato un ospedale.
La presenza sui mattoni impiegati nei muri di bolli laterizi datati agli anni 123 e 125 aveva permesso una prima attribuzione dell'edificio all'età adrianea. Le gradinate dell'aula rettangolare hanno permesso di supporre che l'edificio possa essere identificato con l'ateneo di Adriano: la struttura ricalca infatti quella dell'athenaeum che lo stesso Adriano fece costruire ad Atene presso la biblioteca di Adriano.
In collegamento con le biblioteche del Foro di Traiano, l'ateneo doveva quindi far parte di un vasto complesso urbanistico, progettato per dare lustro alla vita culturale della città.

### Ritrovamento
Nel 2008 con gli scavi di realizzazione della linea C della metropolitana sono stati riportati in luce resti di ambienti in laterizio in corrispondenza di piazza Madonna di Loreto, che, insieme ad altri scavati agli inizi del Novecento sotto il palazzo delle Assicurazioni Generali, hanno permesso di ricostruire un complesso costituito da almeno tre aule rettangolari.
È previsto che la futura fermata Venezia inglobi il sito archeologico, che sarà visibile nell'atrio interno tramite un'apposita teca di vetro.

## Nella cultura di massa
Nel film di Francesco Bruni, Noi 4, la protagonista - nella veste di responsabile dei lavori della metro C - deve la sua riconciliazione domestica anche alla "statuetta di un Lare (per gli antichi Romani, lo spirito protettore del focolare domestico)" ritrovata nell'ateneo di Adriano.